# Przyłubsko
Przyłubsko – wieś w Polsce położona w województwie śląskim, w powiecie zawierciańskim, w gminie Kroczyce, nad Krztynią.
W latach 1954-1959 wieś była siedzibą gromady Przyłubsko, po jej zniesieniu w gromadzie Kroczyce. W latach 1975–1998 miejscowość administracyjnie należała do województwa częstochowskiego.